# ALWAYS
ALWAYS為日本女歌手中島美嘉的第31張單曲，於2010年1月20日發行，而標題曲的手機鈴聲跟全曲下載則分別於同年1月6日跟1月13日提早開放。歌曲由曾為中島創作ORION的百田留衣作曲兼填詞，而編曲則由百田跟歌曲的製作人玉井健二負責。歌曲為同年上映的電影《再見，總有一天》的主題曲，歌詞描述一場「即使明知道不可能實現，卻依然愛得不能自拔的戀愛」。
歌曲於發行前後獲得樂評家的正面評價，包括稱讚中島情感滿溢的歌聲，以及直率地表達出愛情虛幻無常的歌詞。歌曲發行後最高登上Oricon公信榜週榜單第3位，並連續兩週高據日本唱片協會的付費音樂下載榜冠軍位置，其後獲認證全曲下載為白金唱片。
ALWAYS的音樂錄影帶由武藤真志負責拍攝，為二人自雪花的音樂錄影帶後，相隔約六年再度合作。錄影帶主要分為穿着黑色連色裙的房間場景，以及穿着白色長裙的場景。中島在歌曲發行前後登上《MUSIC STATION》與《HEY!HEY!HEY!MUSIC CHAMP》等多個電視節目演唱宣傳，其後亦在「MIKA NAKASHIMA 15TH ANNIVERSARY BEST LIVE IN TAIPEI」跟「MIKA NAKASHIMA CONCERT TOUR 2021 JOKER」等個人演唱會上演唱歌曲。

## 背景與錄製
ALWAYS由過往曾為中島美嘉創作ORION的百田留衣作曲兼填詞，而編曲則由百田跟歌曲的製作人玉井健二負責。歌曲的樣本在2008年的專輯《VOICE 美聲嘉音》製作期間已經存在，雖然中島在初次聽見歌曲的時候便已經很想演唱，但最後決定作為2010年上映的電影《再見，總有一天》主題曲而錄製跟發行。由於歌曲的樣本版本跟電影非常契合，因此只有修改小部分歌詞，在幾乎沒有改動的情況下便直接錄製。
在進入錄音室錄製前，中島告訴工作人員自己將會多次演唱歌曲，讓工作人員可以自由選擇在喜歡的部分進行錄音。這是由於前一年中島在演唱會上演唱謠曲的時候，感覺到自己的感情在歌曲後半段顯得更加激昂。因此中島決定在錄製同為謠曲的ALWAYS的時候，採用有如現場演唱般的方法從頭到尾完整演譯歌曲，以讓自己的感情更加投入。對此，中島以「任性」形容自己採用的錄音方式。為了讓自己在錄音時更加專注，中島亦特意拜託工作人員關上錄音室的窗簾，使錄音室裡變得一片昏暗，不讓其他人在錄製時打擾自己。最終中島在演唱時沒有任何考慮跟計算，以最純粹的心情自然地唱出歌曲，並唱出了好聲音。

## 詞曲
ALWAYS是一首J-Pop風格的謠曲，歌曲的名稱代表著「一直想念著重要的人」的意思。歌曲全長5分13秒，以升F大調創作，每分鐘達136拍。歌曲主要使用鋼琴跟弦樂器作伴奏，並有著「具戲劇性」的編曲。中島在歌曲的音域從最低的A#3達到最高的C#5，並在歌曲的尾段逐漸變得更加高揚。
歌曲的內容描述一場「即使明知道不可能實現，卻依然愛得不能自拔的戀愛」，並帶有「只要你微笑／就感覺可以看的見未來／就算有誰會受傷／也要不迷惑的向前衝」的歌詞。而中島則表示歌曲除了作為情歌外，亦能獻給家人與朋友等所有對自己重要的人。

## 發行
2009年10月，中島的官方網站公開ALWAYS成為2010年1月上映的電影《再見，總有一天》主題曲的消息，這是中島自2007年永遠的詩後，約兩年以來再次成為電影主題曲的作品。2009年12月，官方公開ALWAYS於2010年1月20日於日本作為實體單曲發售的消息，並同時公布兩首c/w曲BABY BABY BABY跟SPIRAL的收錄詳情。而ALWAYS一曲則分別提早至2010年1月6日跟1月13日開放手機鈴聲跟全曲下載。單曲的完整數位版本於日本實體發行當日在全球多國提供下載，而韓國版實體單曲亦於1月21日發行。台灣版跟香港版實體單曲其後分別在2010年1月22日跟1月25日發行。

## 專業評價
AllMusic的伊恩·馬丁於滿分五星中給予ALWAYS三星評價，形容它為一首無害的感傷謠曲，並令人意料到它作為一首電影主題曲。他亦指歌曲的結構非常符合過往奠定中島職業生涯基石的J-Pop謠曲模式。《CD Journal》的編輯形容歌曲為「在鋼琴與弦樂所配合出的細膩而壯大聲音上，乘載著對所愛之人一心一意的思念的謠曲」。他亦讚賞中島情感滿溢的歌聲讓聽眾感受到相信的喜悅，以及總有一天會失去的悲傷。
Excite的藤井徹貫將歌曲與中島過往的STARS與ORION等謠曲作比較，並指在聽畢歌曲後的三秒鐘無聲時間有著名為「餘韻」的靜寂。他亦讚賞中島的歌聲仿佛能帶領聽眾的靈魂到達另一個世界上，讓聽眾享受靈魂回到肉身前的這段時光。Hotexpress的平賀哲雄讚賞ALWAYS是作為電影《再見，總有一天》主題曲的最佳選擇，並指中島的歌聲除了跟電影主角的思念重疊以外，還跟聽眾的思緒重疊在一起。他亦表示希望這部電影的支持者，以及所有因為沒有回報的戀愛而痛苦的人都能聽這首歌。
《WHAT's IN?》的大野貴史形容ALWAYS是一首悲傷而溫暖的謠曲，而這種作品則能被稱為中島的必殺技。他亦讚賞中島以溫柔而有力的歌聲唱出具戲劇性的歌詞。聆聽日本的編輯讚賞歌曲是一首充分發揮出中島本領的頂級謠曲。他亦指歌詞直率地表達出愛情的虛幻無常，而中島「悲傷而放鬆」的聲樂則讓歌曲熠熠生輝。

## 商業成績
在Oricon公信榜，ALWAYS於發行首週以約2.1萬張實體銷量空降週榜單第3位，而當週冠軍則為YUI售出約8.0萬張的GLORIA。ALWAYS亦持平中島以個人名義發行的單曲最高排名，同時僅憑首週銷量便超越前作流星的累積銷量。單曲於次週繼續逗留在榜單前10位，兩週累積銷量則突破3萬張。單曲最終銷量達到44,389張，成為中島自ORION後實體銷量最高的單曲。
在日本《告示牌》，ALWAYS於正式發行當週登上日本百強單曲榜第2位，成為中島於該榜獲得的最佳成績。單曲亦同時登上最佳單曲銷售榜，以及成人當代電台榜前5位。在日本唱片協會的付費音樂下載榜，ALWAYS發行後連續兩週高據榜單冠軍。歌曲其後獲得日本唱片協會認證全曲下載為白金唱片，代表手機全曲下載量達到25萬次。

## 音樂錄影帶
ALWAYS的音樂錄影帶由武藤真志負責拍攝，二人過往曾在拍攝CRESCENT MOON、我愛你，以及FIND THE WAY等音樂錄影帶上合作，這次則為自雪花的音樂錄影帶後，相隔約六年再度合作。錄影帶於2009年12月9日進行拍攝，錄影帶主要分為兩個場景，第一個為穿著黑色連色裙的房間場景，而第二個則是穿著白色長裙的場景。

音樂錄影帶的其中一幕，展現中島美嘉握著手錶的模樣

在拍攝房間場景的時候，中島戴上了自己的私人藍色耳環並一直握著手錶唱歌，當中握著手錶的場面源自武藤導演跟中島討論出「握緊喜歡的人留下的物品」的意念，剛好看見造型師戴著時尚的手錶而借用拍攝。同時中島在唱歌的時候開始流淚，到拍攝的最後甚至淚流不止，原因是歌詞打動了自己的心。而身穿白色長裙的場景則使用超高速鏡頭進行拍攝，使原本約十秒長的影片能延長至約十分鐘般的長度，目的是讓中島的頭髮跟裙擺有如有在水中飛舞般一樣。拍攝時中島站在巨大的網架上，並在底下開啟風扇使長裙飄揚。期間中島提議嘗試在拍攝時跳躍起來，由於效果良好而決定採用。
錄影帶其後收錄在同年發行的專輯《STAR》初回盤、2012年發行的音樂錄影帶選集《FILM LOTUS Ⅷ》，以及同樣在2012年發行的音樂錄影帶精選集《GREATEST LOTUS》。中島的官方YouTube頻道亦於同年上傳了歌曲的短版音樂錄影帶，僅供日本地區播放，截至2022年1月已錄得超過90萬次播放量。

## 現場表演
2010年1月19日，中島作為電影《再見，總有一天》首映會的特別嘉賓驚喜現身，並首次現場獻唱ALWAYS，令電影女主角中山美穗感動落淚。中島其後亦在ALWAYS發售前後登上多個電視音樂節目演唱歌曲，包括日本電視台的《音樂戰士 MUSIC FIGHTER》（1月22日）、朝日電視台的《MUSIC STATION》（1月22日）、TBS電視台的《COUNT DOWN TV》（1月24日）、富士電視台的《HEY!HEY!HEY!MUSIC CHAMP》（1月25日），以及NHK綜合頻道的《MUSIC JAPAN》（1月31日）。
中島亦曾在多場演唱會上演唱ALWAYS，包括2015年的巡迴演唱會「MIKA NAKASHIMA CONCERT TOUR 2015 ″THE BEST″ DEARS & TEARS」、2016年的台北演唱會「MIKA NAKASHIMA 15TH ANNIVERSARY BEST LIVE IN TAIPEI」、2017年的巡迴演唱會「MIKA NAKASHIMA FULL COURSE TOUR 2017～YOU WON'T LOSE～」，以及2021年的巡迴演唱會「MIKA NAKASHIMA CONCERT TOUR 2021 JOKER」。

## 歌曲列表
| CD 線上下載 | CD 線上下載                    | CD 線上下載 |
| 曲序        | 曲目                           | 时长        |
| ----------- | ------------------------------ | ----------- |
| 1.          | ALWAYS                         | 5:13        |
| 2.          | BABY BABY BABY                 | 5:42        |
| 3.          | SPIRAL                         | 4:40        |
| 4.          | ALWAYS（Instrumental）         | 5:13        |
| 5.          | BABY BABY BABY（Instrumental） | 5:42        |
| 6.          | SPIRAL（Instrumental）         | 4:37        |
| 总时长：    | 总时长：                       | 31:07       |

## 製作名單
資料來自《STAR》專輯內頁。

| ALWAYS - 中島美嘉－主唱、和聲 - 百田留衣－作曲、編曲、填詞、結他、編程與其他樂器 - 玉井健二－編曲、製作 - 弦一徹－弦樂編排 - 蔦谷好位置－鋼琴 - 弦一徹弦樂團－弦樂 - 灰野愛子－和聲 - 原剛－錄製 - 藤田敦－錄製 - 工藤雅史－混音 - 鳥巢亮太－總監、策劃 | BABY BABY BABY - 中島美嘉－主唱、填詞 - Ryosuke“Dr.R”Sakai－作曲 - 河野伸－聲音製作與編曲、編程與樂器、鋼琴 - 大神田智彦－電貝斯 - 田中義人－結他 - 金原千惠子弦樂團－弦樂 - KAZCO－和聲 - Haruna－和聲 - 芭麗絲·倫登－和聲 - 藤田敦－錄製 - 高村政貴－錄製 - 野口素弘－錄製 - 大西慶明－混音 | SPIRAL - 中島美嘉－主唱、和聲、填詞 - Red-T－作曲 - 宮崎步－編曲、填詞 - 田中義人－聲音製作與編曲、編程與樂器、和聲 - 河野伸－鋼琴 - 灰野愛子－和聲 - 岡田勉－錄製 - 藤田敦－錄製 - 大西慶明－混音 |

## 商業搭配
| 曲序 | 歌曲名稱       | 搭配項目                     | 來源   |
| ---- | -------------- | ---------------------------- | ------ |
| M-1  | ALWAYS         | 電影《再見，總有一天》主題曲 | [ 51 ] |
| M-2  | BABY BABY BABY | 樂天「Ghana朱古力」廣告歌    | [ 51 ] |
| M-3  | SPIRAL         | 佳麗寶化妝品「KATE」廣告     | [ 51 ] |

## 榜單與認證
| 榜單（2010年）                     | 最高 位置 |
| ---------------------------------- | --------- |
| 日本（Oricon公信榜單曲日榜單）     | 2         |
| 日本（Oricon公信榜單曲週榜單）     | 3         |
| 日本（《告示牌》日本百強單曲週榜） | 2         |
| 日本（《告示牌》最佳單曲銷售週榜） | 2         |
| 日本（《告示牌》熱門電台播放週榜） | 19        |
| 日本（《告示牌》成人當代電台週榜） | 5         |
| 日本（RIAJ付費音樂下載百強週榜）   | 1         |
| 日本（Oricon公信榜單曲月榜單）     | 10        |
| 日本（Oricon公信榜單曲年榜單）     | 153       |

| 地區                                  | 认证 | 认证单位/销量        |
| ------------------------------------- | ---- | -------------------- |
| 日本（日本唱片協會）                  | 白金 | 250,000（全曲下載）* |
| *僅含認證的實際銷量 ^僅含認證的出貨量 |      |                      |

## 發行歷史
| 地區 | 日期          | 形式                       | 廠牌              | 來源   |
| ---- | ------------- | -------------------------- | ----------------- | ------ |
| 日本 | 2010年1月6日  | 線上下載（標題曲鈴聲下載） | 索尼音樂聯合 索尼 | [ 17 ] |
| 日本 | 2010年1月13日 | 線上下載（標題曲全曲下載） | 索尼音樂聯合 索尼 | [ 18 ] |
| 多國 | 2010年1月20日 | 線上下載                   | 索尼音樂聯合 索尼 | [ 19 ] |
| 日本 | 2010年1月20日 | CD                         | 索尼音樂聯合 索尼 | [ 51 ] |
| 韓國 | 2010年1月21日 | CD                         | 韓國索尼          | [ 20 ] |
| 台灣 | 2010年1月22日 | CD                         | 台灣索尼          | [ 21 ] |
| 香港 | 2010年1月25日 | CD                         | 索尼香港          | [ 22 ] |

## 資料來源
1. 1 2  . タワーレコード. 2009-12-07  [2022-01-15] （日语）.
2. 1 2   (專輯內頁). 中島美嘉. Sony Music Associated Records. 2010-10-27.
3. 1 2 3  , . . CD Journal. 2010-01-19  [2022-01-08]. （原始内容存档于2016-03-09） （日语）.
4. 1 2 3 4 5  , . . Excite. 2010-01-01  [2022-01-08]. （原始内容存档于2012-10-08） （日语）.
5. 1 2  , . . barks: 2. 2010-01-18  [2022-01-12]. （原始内容存档于2016-04-18） （日语）.
6. 1 2  , . . RecoChoku. 2010-01-15  [2022-01-12]. （原始内容存档于2011-12-26） （日语）.
7. ↑  , . . Billboard JAPAN. 2010-01-20  [2022-01-12]. （原始内容存档于2016-07-31） （日语）.
8. ↑  . タワーレコード.   [2022-01-15] （日语）.
9. ↑  . Tunebat.   [2022-01-13] （英语）.
10. 1 2 3  . CD Journal.   [2022-01-08]. （原始内容存档于2015-11-19） （日语）.
11. 1 2 3  . リッスンジャパン.   [2022-01-08]. （原始内容存档于2010-01-21） （日语）.
12. ↑  . . 2020-10-01  [2022-01-15]. （原始内容存档于2021-05-11） （日语）.
13. 1 2  . Mika Nakashima official website.   [2022-01-12]. （原始内容存档于2010-09-19） （日语）.
14. ↑  . 歌ネット. 2010-01-20  [2022-01-15]. （原始内容存档于2021-08-14） （日语）.
15. ↑  . Sony Music. 2009-10-07  [2022-01-15]. （原始内容存档于2022-01-16） （日语）.
16. ↑  . 映画.com. 2009-10-07  [2022-01-15]. （原始内容存档于2013-06-13） （日语）.
17. 1 2  . Mika Nakashima official website. 2010-01-06  [2022-01-08]. （原始内容存档于2010-01-18） （日语）.
18. 1 2 3  . うたまっぷ. 2010-01-21  [2022-01-08]. （原始内容存档于2021-04-17） （日语）.
19. 1 2  ALWAYS的多國發行日期:
  - . Apple Music (Hong Kong). 香港. 2010-01-20  [2022-01-02]. （原始内容存档于2022-01-16）.
  - . Apple Music (Japan). 日本. 2010-01-20  [2022-01-02]. （原始内容存档于2022-01-16） （日语）.
  - . Apple Music (New Zeland). 紐西蘭. 2010-01-20  [2022-01-02]. （原始内容存档于2022-01-16） （英语）.
20. 1 2  . Yesasia.   [2022-01-03]. （原始内容存档于2010-04-11） （中文（香港））.
21. 1 2  . 台灣索尼音樂娛樂股份有限公司.   [2022-01-08]. （原始内容存档于2022-01-16）.
22. 1 2  . 索尼音樂娛樂（香港）有限公司.   [2022-01-08]. （原始内容存档于2022-01-16）.
23. 1 2  Martin, Ian. . AllMusic.   [2022-01-08]. （原始内容存档于2021-12-14） （英语）.
24. 1 2  , . . hotexpress.   [2022-01-08]. （原始内容存档于2016-03-04） （日语）.
25. 1 2  , . . WHAT's IN?.   [2022-01-08]. （原始内容存档于2011-08-30） （日语）.
26. 1 2  . MusicTV Program.   [2022-01-08]. （原始内容存档于2016-07-12） （日语）.
27. 1 2  . 年代流行. 2012  [2022-01-04]. （原始内容存档于2017-07-11） （日语）.
28. ↑  . MusicTV Program.   [2022-01-08]. （原始内容存档于2016-07-12） （日语）.
29. 1 2  . Billboard JAPAN. 2010-01-27  [2021-12-30]. （原始内容存档于2021-01-09） （日语）.
30. ↑  . Billboard JAPAN.   [2022-01-08]. （原始内容存档于2021-10-25） （日语）.
31. 1 2  . Billboard JAPAN. 2010-01-27  [2021-12-30]. （原始内容存档于2016-03-13） （日语）.
32. 1 2  . Billboard JAPAN. 2010-01-27  [2021-12-30]. （原始内容存档于2016-03-14） （日语）.
33. ↑  . . 2010-01-29  [2022-01-07]. （原始内容存档于2011-10-08） （日语）.
34. 1 2  . Recording Industry Association of Japan.   [2022-01-06] （日语）. 在下拉菜单选择“2010年2月”
35. ↑  . .   [2022-01-08]. （原始内容存档于2021-02-28） （日语）.
36. 1 2 3 4 5 6 7  . Mika Nakashima official website.   [2022-01-08]. （原始内容存档于2010-06-22） （日语）.
37. ↑  出自2012年發行的音樂錄影帶選集《FILM LOTUS Ⅷ》。
38. ↑  . タワーレコード. 2010-09-09  [2022-01-14]. （原始内容存档于2022-01-16） （日语）.
39. ↑  . HMV.   [2022-01-14]. （原始内容存档于2022-01-16） （日语）.
40. ↑  . . 2012-02-12  [2022-01-14]. （原始内容存档于2012-04-14） （日语）.
41. ↑  . 中島美嘉 Official YouTube Channel於YouTube. 2012-09-26  [2022-01-10]. （原始内容存档于2021-06-14） （日语）.
42. ↑  . . 2010-01-21  [2022-01-08]. （原始内容存档于2019-10-11） （日语）.
43. ↑  . テレビ朝日. 2010-01-22  [2022-01-08]. （原始内容存档于2010-02-19） （日语）.
44. ↑  . 価格.com.   [2022-01-08]. （原始内容存档于2022-01-16） （日语）.
45. ↑  . フジテレビ.   [2022-01-08]. （原始内容存档于2011-08-13） （日语）.
46. ↑  . NHK総合テレビジョン.   [2022-01-08]. （原始内容存档于2010-02-11） （日语）.
47. ↑  . Mika Nakashima official website.   [2022-01-08]. （原始内容存档于2022-01-16） （日语）.
48. ↑  . KKBOX. 2016-12-24  [2022-01-08]. （原始内容存档于2022-01-16） （日语）.
49. ↑  . Mika Nakashima official website.   [2022-01-08]. （原始内容存档于2022-01-16） （日语）.
50. ↑  . WOWOW.   [2022-01-08]. （原始内容存档于2021-10-21） （日语）.
51. 1 2  . Sony Music Shop.   [2022-01-08]. （原始内容存档于2016-04-14） （日语）.
52. ↑  . The Natsu Style. 2010-01-28  [2022-01-08]. （原始内容存档于2022-01-16） （日语）.
53. ↑  . Billboard JAPAN.   [2022-01-08]. （原始内容存档于2010-02-10）.
54. ↑  . . 2010-01-22  [2022-01-07]. （原始内容存档于2011-10-08） （日语）.
55. 1 2  . Oricon.   [2022-01-08]. （原始内容存档于2011-07-16）.